# Mudrony Soma
Mudrony Soma (Késmárk, 1841. november 27. – Kisszlatina, Ung megye, 1897. október 19.) jogi doktor, az Országos Iparegyesület igazgatója, Mudrony Pál bátyja.

## Életpályája
A gimnáziumot Miskolcon, Késmárkon és a két felsőbb osztályt Pesten, a jog- és államtudományi tanfolyamot pedig 1861-től a pesti egyetemen végezte s 1865-ben jogi doktorrá avatták. Két évig joggyakornok volt a királyi táblánál, ezután hírlapíró lett és különösen feltűnt ipari és nemzetgazdasági tanulmányaival. 1878 körül vette kezdetét a budapesti munkásmozgalom és ő lett a budapesti munkásképző-egylet elnöke és munkatársa a Haladásnak, mely ezen munkás-kérdéssel foglalkozott. A Kossuth Lajos által alapított, de 1850-ben feloszlatott iparegyesület újjáalakulásakor, 1867. október 12-én az egyesület titkárává, 1871. január 21-én vezértitkárává, 1873. október 14-én igazgatójává választották. Ugyanezen évben az iparos kongresszus jegyzője lett. Később őt bízták meg az ipariskolai tankönyvek elkészítésével. 1875-ben Gölnicbányán országgyűlési képviselővé választották; e minőségében, mivel akkor az önálló vámterület keresztülvitele nem sikerült; közgazdaságunknak az iparfejlesztés útján való előmozdítására más eszközöket javasolt (állami kedvezményeket, vasúti iparfejlesztési politikát sat.), melyek meg is valósultak és a hazai ipart fellendítették. 1880-ban Debrecen III. kerületének képviselőjévé választották. Az 1885. évi országos kiállítás alkalmával rábízták a Honismertető és a katalogus megírását és a kiállítás után iparfejlesztési érdemeiért a vaskoronarendet kapta. Az 1887-1892-es országgyűlésre Galántán újra képviselővé választották függetlenségi programmal. Évek hosszú során tagja volt az országos ipartanácsnak, az iparoktatási tanácsnak, vámtanácsnak, statisztikai tanácsnak, a technológiai múzeum felügyelő bizottságának sat. Mint az iparegyesület igazgatója élénk részt vett a fővárosi ipariskolák szervezésében és Szabóky Adolffal együtt 16 évig az ipariskolai bizottságnak is elnöke volt. Az ipartestületek III. kongresszusa 1893-ban megválasztotta a kongresszus elnökévé és a hazai ipartestületek központi bizottságának elnökévé. Halála előtt két évvel beteg lett, a torkában támadt valami veszedelmes baja s később szélütés is érte, míg végül 1897. október 19. meghalt Kisszlatinán.

## Írásai

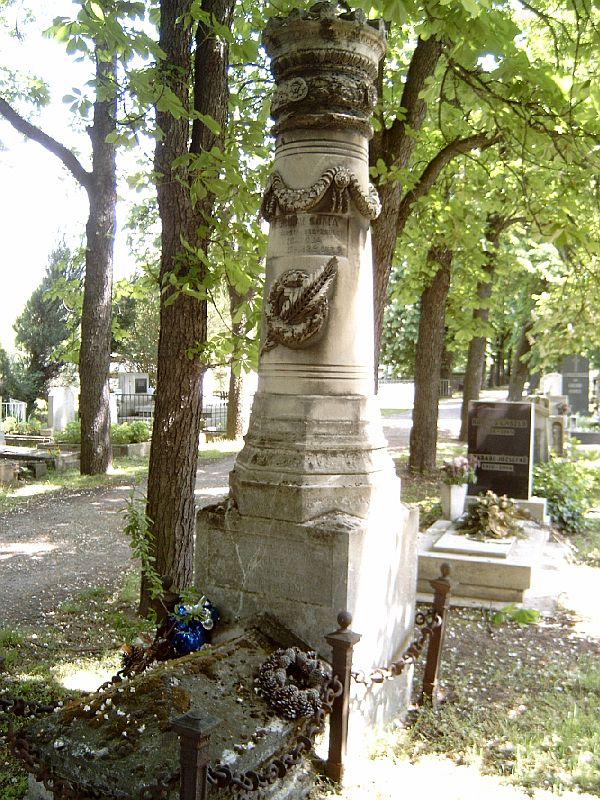
Sírja Budapesten. Új köztemető: 32-körönd-1.

Költeménye az Igazmondóban (1871. 36. sz.); cikkei a Magyar Ujságban (1867-1868. a nemzetgazdasági rovat vezetője); a Hazánkban (1868-tól a nemzetgazdasági rovat vezetője); a Gazdasági Lapokban (1869. A jövő évben Pesten tartandó országos kiállítás ügyében); az Anyagi Érdekeinkben (1868-1871. Magyarország és Erdély élelmezése, A Marsharvester nevű arató-gépről, A temesvári gazdasági congressus tárgyában Magyarország és Erdély élelmezése, IX. Takarékintézmények az ipar terén, Az iparos válság és a német vámvédelem, A kereskedelmi és iparkamarákról); a Kecskeméti Lapokban (1871. 23., 42., 43. sz. A dohányügy Magyarországon); a Nemzetgazdasági Szemlében (1874. Oroszország ipara, Nemzetgazdasági törvényhozás, 1877. A hazai ipar helyzete, A gazdasági válság és a kibontakozás útjai); a Magyar Iparban (I., II. A gyári munkások biztosítása, A bank kérdéshez, Népnevelés és nemzetgazdaság, Az első magyar kölcsön hováfordításához, Magyargalicziai vasúti összeköttetés, Vasúti rendszerek, Az államsegély és saját teendőink; Gyökeres adóreform, Az osztrák nemzeti bank, 1894. Nagy idők, Közgazdasági helyzetünk alapkérdései, Az adóreform, Javaslatok az adóreform tárgyában, 1895. Kiállítási actió, A III. országos gazdakongresszus és hazai ipar, A vámügyről sat.); az Iparügyekben (1894. A magyar ipar helyzete a 40-es évek elején, Akció a hazai ipar terén, 1896. Iparunk hanyatlása és a közös védvám) sat. A Pallas Nagy Lexikonának is munkatársa volt.

## Munkái
- A társadalmi gazdaságtan vázlata. Ipariskolák és középtanodák számára. Pest, 1870.
- Programmrede, gehalten im Gölnitzer Wahlbezirk am 2. Juni 1872. Pest, 1872.
- A vámügy és Magyarország közgazdaságának új szervezése. Bpest, 1874.
- Iparpolitikai tanulmányok a hazai ipar emelése tárgyában. Az országos magyar iparegyesület kutatásai és tanácskozásai nyomán az egyesület megbízásából. Függelék: Az iparegyesület által a fontosabb hazai iparágak állása és emelésének eszközei iránt eszközölt enquète munkálatai és pedig: Kérdőpontok, válaszok és szakosztályi határozatok. Bpest, 1877.
- Külön vélemények a vámszerződés, a vámtarifa s a Lloyd-szerződés tárgyában. Bpest, 1878.
- Olvasókönyv alsóbb ipartanodák számára. Az orsz. iparegyesület megbízásából. I. II. kötet az ipartanodák I-III. osztályai számára. Bpest, 1884. (Az országos iparegyesület által kiadott ipartanodai tankönyvek. Ism. Néptanítók Lapja 1883. 438. l.).
- Az 1885-ik évi országos kiállítás Katalogusa. Szerkeszti az országos bizottság megbízásából. Bpest, 1885. (Németül. Bpest, 1885.).
- Ildeine leánya. Regény. Bpest. 1891. Két kötet. (Egyetemes Regénytár VI. 15., 16. kötet. Ismertetés: Budapesti Szemle LXVIII. k., Pester Lloyd 1892. 47. sz.).
- Emlékbeszéd az iparegyesület 50 éves működéséről. Bpest, 1892.
- Budapest jövője. Városrendezési tanulmány. Az országos iparegyesület megbízásából. Bpest, 1893.
- A munka szerepe a közgazdaságban. Bpest, 1895. (Iparosok Olvasótára II. 1.).
- A vámkérdés megoldása. Az országos iparegyesület megbízásából. Bpest, 1896.
- Ezredéves országos kiállítás általános Katalogusa. Bpest, 1896. (Szerk. Ráth Károlylyal és Micsek Endrével. Németül és francziául is. Bpest, 1896.).

Országgyűlési beszédei a Naplókban (1875-1881., 1887-1892.) vannak,
Szerkesztette az Anyagi Érdekeinket 1868. okt. 3-tól 1879-ig és a Magyar Ipart 1880-tól haláláig.

## Álneve és jegyei
- Zentay Izmond.-dr-, -uo-.